# Relaciones entre Palestina y la República Árabe Saharaui Democrática
Las relaciones entre los países de Palestina y la República Árabe Saharaui Democrática no existe de manera oficial, debido a que ambos países no son reconocidos por todos los países del mundo. A pesar de esto, sin embargo, sí hay conexiones informales entre los dos países.

## Historia y relaciones contemporáneas

### Fundación del Frente Polisario

La bandera de la República Árabe Saharaui Democrática, inspirada en la bandera de Palestina.

Bandera de Palestina.

Ambas países tienen una mayoría árabe. El futuro fundador del Frente Polisario, El Uali Mustafa Sayed, se solía reunir con dirigentes palestinos en el Líbano en los años 1970. Durante estas visitas, él se influenció por la ocupación israelí de Palestina. Temiendo una futura ocupación marroquí del Sáhara Occidental, se estableció el Frente Polisario, en un formato muy parecido a la Frente para la Liberación de Palestina. La bandera de la República Árabe Saharaui Democrática está muy inspirada en la bandera de Palestina. El movimiento nacionalista saharaui causa mucha empatía entre los palestinos, que se ven reflejados en su propia frustración de formar un país independiente.
George Habash, uno de los fundadores de la Frente para la Liberación de Palestina, se reunió con Brahim Ghali en 1979 y él demostró una solidaridad con la causa saharaui. Ambos países comparten luchas parecidas, incluyendo una guerra de guerrillas, contra Israel y Marruecos respectivamente.

### Actualidad
En años más recientes, el gobierno marroquí teme la creciente relación entre Palestina y la RASD. Debido a este temor, el gobierno de Marruecos ha censurado muchos grupos palestinos dentro de su territorio y se ha aliado a grupos que oponen alianzas entre Palestina y la RASD. En 2016, se prohibió la entrada a la Franja de Gaza al Comité Palestino de Solidaridad con el Sáhara Occidental.
En 2020, el acuerdo de normalización de las relaciones entre Israel y Marruecos ha creado especulación que se profundizarán las relaciones entre Palestina y la República Árabe Saharaui Democrática a pesar de la censura que impone el gobierno marroquí.